# Junín (Colombia)
Junín è un comune della Colombia facente parte del dipartimento di Cundinamarca.
Il centro abitato venne fondato nel 1861.